# Afraflacilla wadis
Afraflacilla wadis là một loài nhện trong họ Salticidae.
Loài này thuộc chi Afraflacilla. Afraflacilla wadis được Jerzy Prószyński miêu tả năm 1989.